# Давыдов, Сайпуттин Алиевич
Сайпуттин Алиевич Давыдов (23 мая 1995) — российский футболист, нападающий.
В начале карьеры выступал за молодёжную и любительскую команды казанского «Рубина». В сезоне 2012/13 сыграл один матч за молодёжную команду «Ростова». Следующие два сезона был в составе «Крыльев Советов», но также выступал за молодёжную и любительскую команды. Вторую половину 2014 года провёл на правах аренды в клубе первенства ПФЛ «Лада-Тольятти», сыграл семь матчей. Летом 2015 года перешёл в армянский клуб «Мика», провёл одну игру в чемпионате — 1 августа в первом туре сыграл против «Бананца» последние 9 минут.

В настоящее время играет в качестве нападающего в Новотроицкой Носте (футбольный клуб)